# るーすぼーい
るーすぼーい（1981年〈昭和56年〉 - ）は、日本のゲームシナリオライター・ライトノベル作家・漫画原作者。男性。あかべぇそふとつぅ（有限会社AKABEiSOFT2）所属。北海道出身、福岡県在住。

## 来歴
大学卒業後、演劇やマンションの仲介業者などの職を転々としていたが、同人サークルCircle Mebiusのシナリオライター募集をみて応募、『夏の燈火』を発表し作家デビュー。後にあかべぇそふとつぅ（当時は同人サークルAKABEiSOFT名義）からの誘いを受け同社に参加。2005年に『車輪の国、向日葵の少女』を発表し商業デビューを果たす。同作品はGetchu.comの2005年の人気投票で総合5位、シナリオ部門では1位を獲得するなどの高評価を受けた。さらに2008年に発売された『G線上の魔王』では、美少女ゲームアワード2008において大賞・シナリオ賞・グラフィック賞・ユーザー支持賞を受賞し現在の人気を確立した。
学生時代には演劇の脚本を手がけていて、「第三舞台」などの舞台公演を欠かさず見るほど熱中していた。自身が特に影響を受けた作家に山田詠美をあげている。

## 作風
描く作品のジャンルとしてはいわゆる「泣きゲー」が多い。一つのストーリーの中にいくつもの伏線を用意し、それらを複雑に絡み合わせ最後にどんでん返しさせる手法が特徴。非日常や架空世界を舞台とした世界観構築を描く。「感動させるだけではないものを作りたい」という思いから、叙述トリックのようなミステリの手法を採り入れて作られたのが『A Profile』であると語るが、本人によるとあまり得意ではないという。
シナリオの執筆速度は日によってまちまちであるが、多いときには1ヶ月に500KB程度書き進めている。シナリオ執筆中にはそのシーンに合った音楽を流していて、『G線上の魔王』制作中はよくクラシックを聴いていた。

## 人物
筆名の由来は佐伯一麦の作品『ア・ルース・ボーイ』から。
同じシナリオライターで、みなとそふと代表のタカヒロや企画屋所属の丸戸史明とは公私共に親しく、『君が主で執事が俺で』や『G線上の魔王』の発売記念本において3者対談を行っている。さらに、みなとそふとの『真剣で私に恋しなさい!』においては、モブキャラの1人・下北沢君の声優を担当した。
歴史好きでもあり、三国志・戦国武将マニアである。自身の作品にも戦国武将の名前から採られたキャラクターが登場している（一例として『車輪の国、悠久の少年少女』の「雑賀みぃな」や『G線上の魔王』の「浅井京介」など）。

## 作品

### 同人作品
- 夏の燈火（Circle Mebius、2004年6月6日）
- A Profile（mixed up、2005年1月21日）

### 商業作品
- 車輪の国、向日葵の少女 （あかべぇそふとつぅ、2005年11月25日）
- その横顔を見つめてしまう〜A Profile 完全版〜（あかべぇそふとつぅ、2006年3月24日）
- 車輪の国、悠久の少年少女（あかべぇそふとつぅ、2007年1月26日）
- G線上の魔王（あかべぇそふとつぅ、2008年5月29日）
- ぼくの一人戦争（あかべぇそふとつぅ、2015年2月27日）
- 太陽の子（CollaborationS、発売日未定）

### ライトノベル
- 白蝶記 ―どうやって獄を破り、どうすれば君が笑うのか― （ダッシュエックス文庫、2015年11月25日）
- 白蝶記2 ―どうやって獄を破り、どうすれば君が笑うのか― （ダッシュエックス文庫、2016年3月25日）
- 白蝶記3 ―どうやって獄を破り、どうすれば君が笑うのか― （ダッシュエックス文庫、2016年9月21日）

### 漫画原作
- 無能なナナ（作画：古屋庵、スクウェア・エニックス、『月刊少年ガンガン』2016年6月号 - ）

## 出演作品
- 真剣で私に恋しなさい!!（下北沢君、2009年）